# 1888 год в театре
1888 год в театре

## События
- Основан театр в Могилёве (ныне — Могилёвский областной драматический театр)[1].

### Постановки
- 28 октября, Москва — в театре Ф. А. Корша состоялась премьера пьесы Антона Чехова «Медведь».

## Деятели театра

### Родились
- 3 января — Джеймс Брайди, британский драматург, сценарист, либреттист.
- 8 января, Херсонская губерния — Гнат Юра, украинский советский актёр и режиссёр, народный артист СССР (1940).
- 10 января, Кастелламмаре-ди-Стабия — Раффаэле Вивиани, итальянский драматург, актёр и режиссёр.
- 28 марта — Александру Кирицеску, румынский драматург.
- 19 мая – Тан Да, вьетнамский драматург
- 23 мая — Нагима Таждарова, татарская советская драматическая актриса. Народная артистка Татарской АССР (1939) и заслуженная артистка РСФСР (1940).
- 24 июня, Санкт-Петербург — Николай Смолич, актёр и режиссёр, народный артист СССР.
- 24 июля, Москва — Лаврентий Новиков, артист балета, хореограф и педагог.
- 2 августа — Карло Аарни, финский актёр и режиссёр.
- 3 августа, Ковенская губерния — Павел Новицкий — советский искусствовед, театральный критик и педагог.
- 23 сентября — Урхо Сомерсальми, финский актёр театра и кино, лауреат Pro Finlandia.
- 16 октября — Чиа Форнароли, итальянская артистка балета, балетмейстер, хореограф и балетный педагог.
- 6 декабря — Тоомас Тонду, эстонский драматический актёр и режиссёр.
- 14 декабря — Христо Коджабашев, болгарский артист театра и кино. Народный артист артист Болгарии.

### Скончались
- 23 января, Париж — Эжен Лабиш, французский драматург.